# Beauvoir-Wavans
Beauvoir-Wavans ist eine französische Gemeinde mit 363 Einwohnern (Stand 1. Januar 2022) im Département Pas-de-Calais in der Region Hauts-de-France. Sie gehört zum Arrondissement Arras und zum Kanton Auxi-le-Château.

## Lage
Die Gemeinde Beauvoir-Wavans liegt am Fluss Authie an der Grenze zum Département Somme, etwa 50 Kilometer westsüdwestlich von Arras. Nachbargemeinden von Beauvoir-Wavans sind Nœux-lès-Auxi im Norden, Villers-l’Hôpital im Nordosten, Frohen-sur-Authie im Osten, Maizicourt im Südosten, Saint-Acheul im Süden, Béalcourt im Südwesten sowie Auxi-le-Château im Westen.

## Bevölkerungsentwicklung
| Jahr      | 1962 | 1968 | 1975 | 1982 | 1990 | 1999 | 2006 | 2013 | 2022 |
| Einwohner | 445  | 396  | 392  | 401  | 409  | 397  | 389  | 394  | 363  |

## Sehenswürdigkeiten
- Kirche St. Vaast
- Schloss Beauvoir
- Schloss Drucas
- britischer Soldatenfriedhof

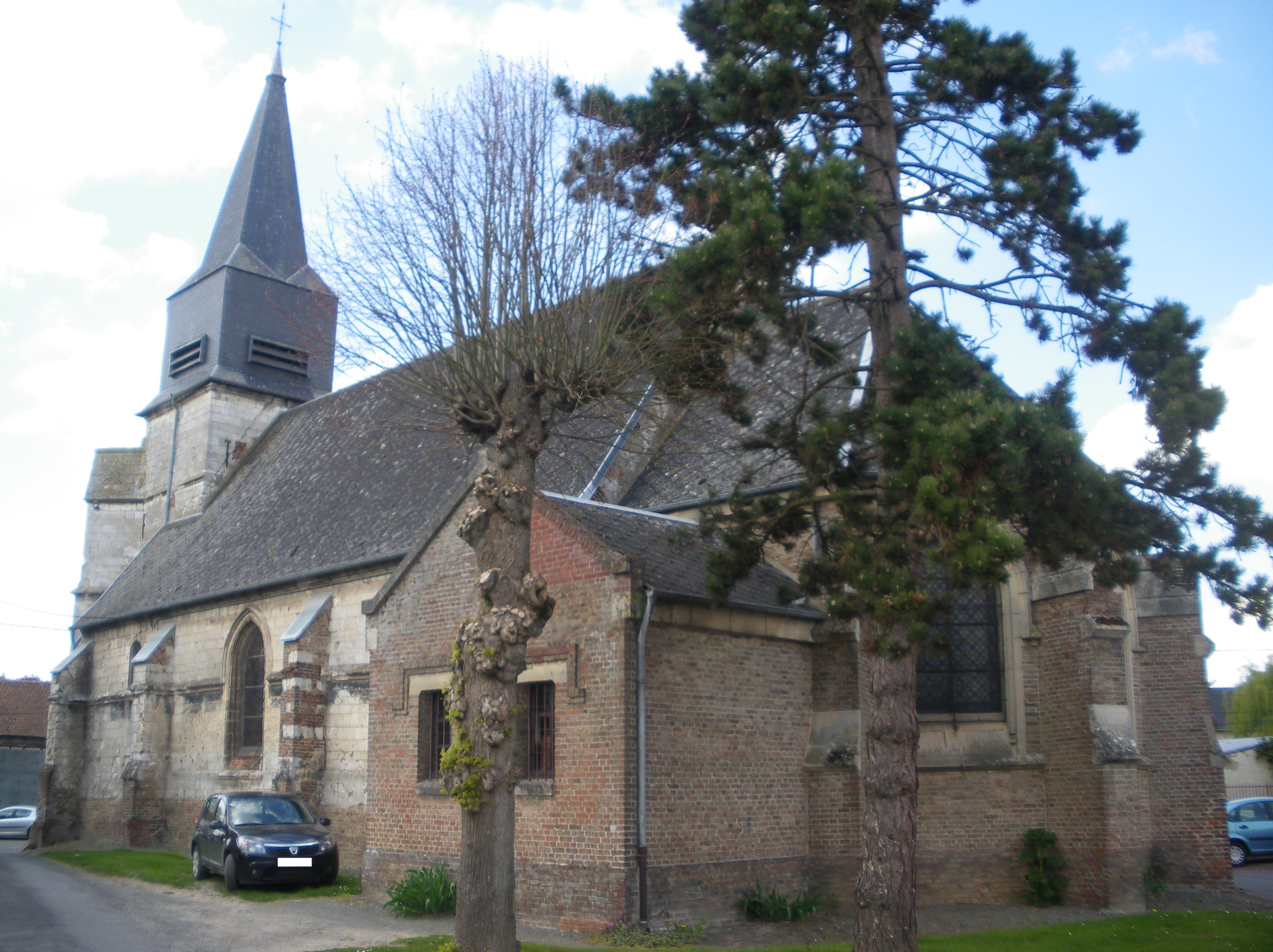
Kirche Saint-Vaast
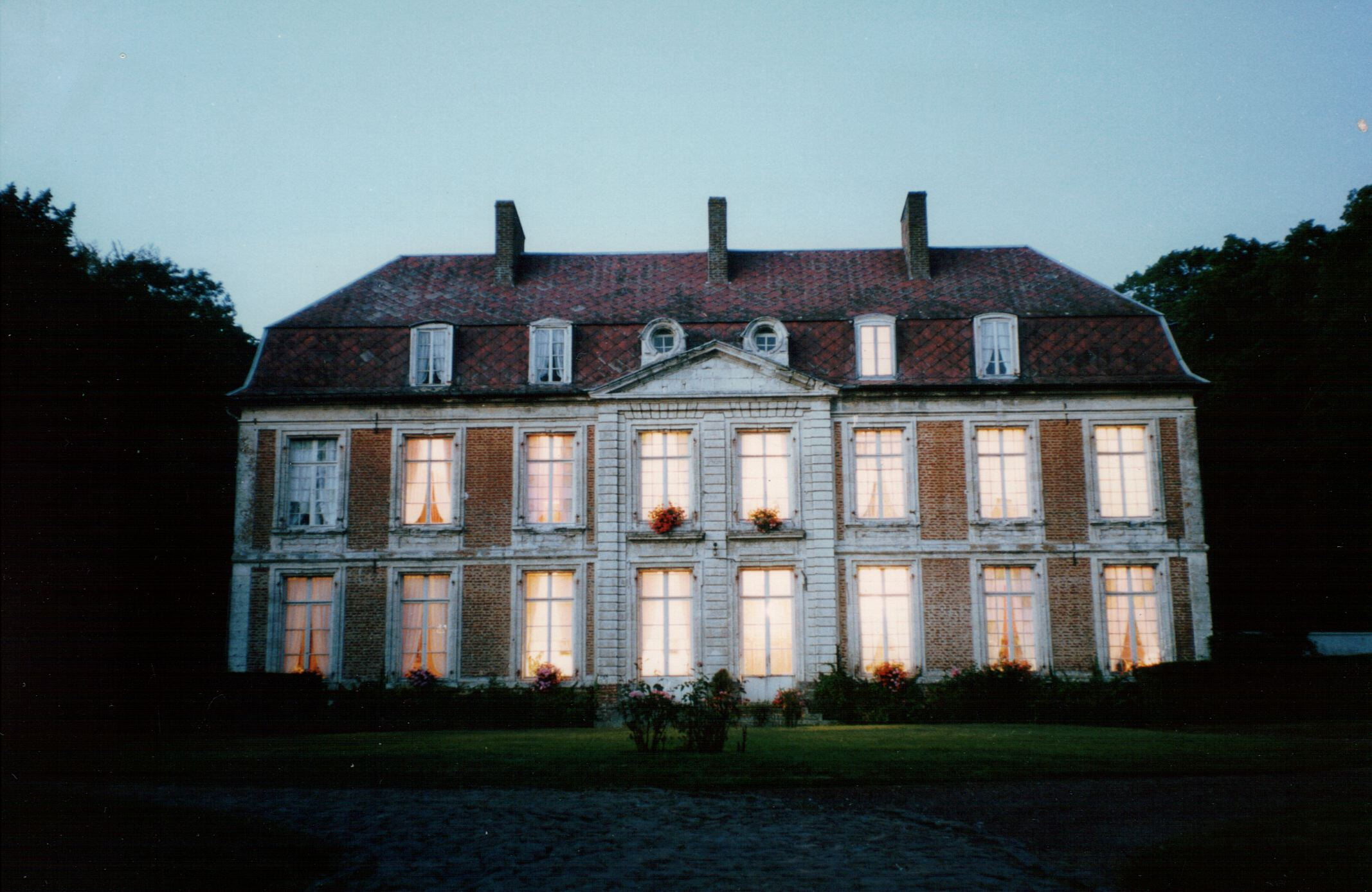
Schloss Beauvoir
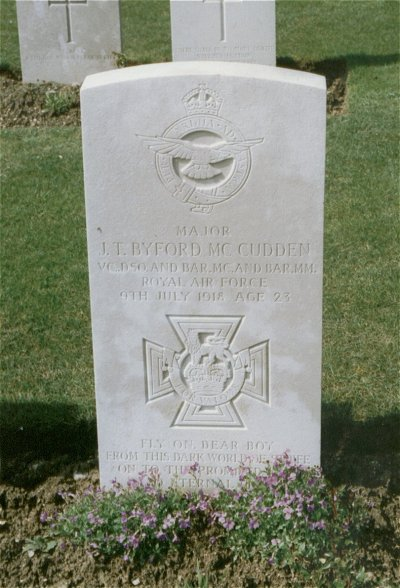
Grabstein des englischen Fliegers James McCudden auf dem britischen Soldatenfriedhof
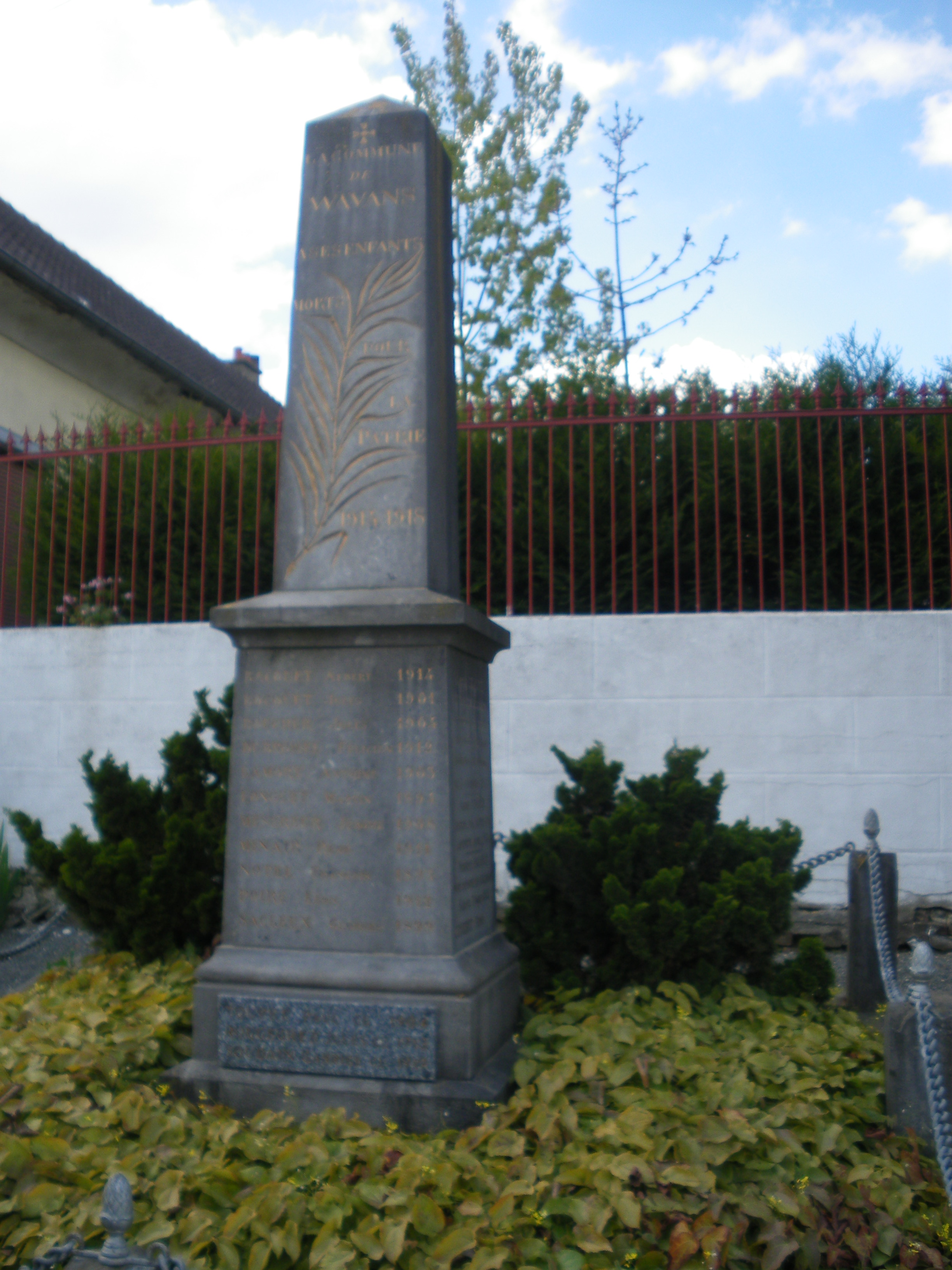
Gefallenendenkmal